# Mary Magdalene
Mary Magdalene é um filme de drama bíblico de 2018 sobre Maria Madalena, escrito por Helen Edmundson e Philippa Goslett e dirigido por Garth Davis. É estrelado por Rooney Mara, Joaquin Phoenix, Chiwetel Ejiofor e Tahar Rahim.
O filme teve sua estreia mundial na National Gallery em 26 de fevereiro de 2018. Foi lançado no Reino Unido em 16 de março de 2018, pela Focus Features, na Austrália em 22 de março de 2018, pela Transmission Films e nos Estados Unidos. em 12 de abril de 2019, pela IFC Films. É a última trilha sonora do compositor Jóhann Jóhannsson antes de sua morte.

## Enredo
No ano de 30 da Era Cristã, quando a Judeia estava sob o controle do Império Romano, uma mulher chamada Maria da pequena cidade de Magdala começou a seguir Jesus de Nazaré, o fundador do cristianismo. Isso causa conflito com os outros discípulos masculinos, incluindo São Pedro. Maria segue Jesus todo o caminho até a Sua ressurreição.

## Elenco
- Rooney Mara como Maria Madalena
- Joaquin Phoenix como Jesus Cristo
- Chiwetel Ejiofor como São Pedro
- Tahar Rahim como Judas
- Sarah-Sofie Boussnina como Martha
- Hadas Yaron como Sara
- Lubna Azabal como Susannah
- Lior Raz como líder comunitário de Magdala
- Ryan Corr como José
- Tchéky Karyo como Eliseu
- Jacopo Olmo Antinori como o Homem Magdala
- Shira Haas como Leah
- Uri Gavriel como Filipe
- David Schofield como Tomé
- Charles Babalola como André
- Tawfeek Barhom como Tiago
- Tzachi Halevy como Ephraim
- Zohar Shtrauss como João
- Michael Moshonov como Mateus
- Ariane Labed como Raquel
- Theo Theodoridis como Lázaro
- Gaspare Alfano
- Daniele Diez
- Giovanni Cirfiera
- Irit Sheleg como Maria, mãe de Jesus

## Produção
Em fevereiro de 2016, Rooney Mara se juntou ao elenco do filme para interpretar o papel de Maria Madalena, com Garth Davis dirigindo o filme, Universal Pictures, Film4 Productions e See-Saw Films vai co-produzir o filme, com Iain Canning e Emile Sherman servindo como produtores. Em abril de 2016, Joaquin Phoenix estava em negociações para retratar o papel de Jesus Cristo. Em julho de 2016, Chiwetel Ejiofor e Tahar Rahim se juntaram ao elenco do filme. Em setembro de 2016, Hadas Yaron se juntou ao elenco do filme. Hildur Guðnadóttir e Jóhann Jóhannsson compuseram a partitura do filme, a pontuação final deste antes de sua morte em fevereiro de 2018.

## Recepção
De acordo com o site Rotten Tomatoes, o filme detém uma taxa de aprovação de 45%, com base em 105 avaliações, com uma classificação média de 5,61/10. O consenso dos críticos do site diz: "Maria Madalena tem uma reverência óbvia por seu assunto; infelizmente, falta impulso suficiente ou profundidade de caráter para tornar sua história interessante". No Metacritic, o filme tem uma média ponderada de 48 em 100, com base em 24 críticos, indicando "revisões mistas ou médias".